# ثؤلول مسطح
الثؤلول المسطح هو ثؤلول ذو شكل مسطح مرتفع قليلا بني محمر أو بلون اللحم، قطره من 2 إلى 5 ملم. يصيب غاليا الوجه واليدين.